# 39336 Mariacapria
39336 Mariacapria è un asteroide della fascia principale. Scoperto nel 2002, presenta un'orbita caratterizzata da un semiasse maggiore pari a 3,1403657 au e da un'eccentricità di 0,0988506, inclinata di 1,19355° rispetto all'eclittica.
L'asteroide è dedicato all'astronoma italiana Maria Teresa Capria.